# Università di Hasanuddin
L'Università di Hasanuddin (indonesiano: Universitas Hasanuddin), abbreviata in Unhas, è una delle più grandi università autonome dell'Indonesia. Fondata il 10 settembre 1956, ha sede a Makassar, nel Sud Sulawesi, e prende il nome dal sultano Hasanuddin, un re di Gowa.